# 溜席
溜席（たまりせき）とは、大相撲における観客席の一つ。土俵に最も近い、座布団敷の席である。
土俵上の熱戦により砂が飛んでくることがあることから、通称は砂かぶり（すなかぶり）と言われる。転じて、他の競技等でも熱戦を間近に見られる席のことを「砂かぶり席」ということがあり、マツダスタジアム等に用例が見られる。

## 概説
土俵四方に約500席設けられている。そのうち前列側の約300席は日本相撲協会に所定の金額を納めた者等の維持員席とされ、維持員本人もしくは維持員から直接チケットを譲り受けた代理人に限って着席できる。後列側の残りの席が一般販売されるが、席数が少ないうえに高額かつ人気席であり、さらに協会のサイトによる抽選販売のため、チケット入手は困難なのが実情である。
土俵間近の席という特性ゆえ、取組中に力士や行司が溜席に転落してくる可能性が非常に高い。観戦中は転落によって被害を受けることのないよう注意を払わなければならず、また被害を受けても当日診療所での応急処置以外の補償は受けられない。
枡席やイス席と異なり、溜席での観戦は以下の事項が禁止されている。
- 飲食、許可なしの写真・動画撮影、危険物の持ち込み
- 声を出しての観戦、力士や行司に触れること
- 携帯電話の使用
- 相撲競技の円滑な進行を妨げる行為、他の観客の観戦を妨げる行為
- 子供の膝上観戦（子供も大人と同様、席利用（チケットが必要））

また、維持員席での観戦は特に以下のマナー等が求められる。
- 弓取式終了まで着席
- 声援や勝負判定に対しての批判はしない
- 危険に対応できない者（未成年者、判断能力が著しく欠ける者、その他外国の法令上これらと同等に行為能力を制限された者）の維持員席利用は禁止